# Godfried Devreese
Godefridus Constant Ernest Eudro Gustaf (Godfried) Devreese (født 22. januar 1893 i Bruxelles - død 4. juni 1962 i Ixelles, Belgien) var en belgisk komponist, dirigent, violinist, rektor og lærer.
Devreese studerede komposition og violin på Musikkonservatoriet i Bruxelles. Han studerede også harmonilærer, orkesterbehandling og komposition hos Paul Gilson. Han har skrevet 4 symfonier, orkesterværker, kammermusik, koncertmusik, instrumentalværker for mange instrumenter, vokalmusik etc. Han underviste som lærer komposition og blev senere rektor på Musikkonservatoriet i Mechelen. Han er fader til komponisten Frédéric Devreese.

## Udvalgte værker
- Symfoni nr. 1 "Gotisk" (1944) - for orkester
- Symfoni nr. 2 "Goethe Symfoni" (1952) - for 4 stemmigkor og orkester
- Symfoni nr. 3 "Sinfonietta" (1962) - for orkester
- Symfoni nr. 4 (1966) - for orkester